# Liu Zongyuan
Liu Zongyuan (ur. 773, zm. 819) – chiński pisarz i poeta epoki Tang.

## Życiorys
Urodził się i wychował w ówczesnej stolicy, Chang’anie (ob. Xi’an). Po ukończeniu edukacji pracował w administracji dworskiej, do momentu, gdy na skutek intryg politycznych, został w 805 roku skazany na wygnanie. Zesłany w wiejskie regiony prowincji Hunan, z czasem odzyskał wpływy i po dziesięciu latach został mianowany gubernatorem prowincji Guangxi. Na cztery lata przed śmiercią ponownie go zdegradowano. Uczucia samotności i odrzucenia, z powodu wygnania są widoczne w jego poezji, ale nie jest ona nimi przepełniona. W swoich dziełach dokonał reinterpretacji zasady Mandatu Niebios, twierdząc, że prawdziwa władza pochodzi z nadania ludu.
Duży wpływ na jego twórczość wywarły lata spędzone na przymusowym wygnaniu na południu Chin, gdy żył blisko natury i prostych ludzi. Wykazywał się wielkim talentem obserwacji świata przyrody, zauważał szczegóły charakterystyczne dla rozmaitych roślin i zwierząt, które notował w swych utworach, nawet jeśli sam obiekt (np. roślina) był użyty symbolicznie. Był wybitnym twórcą poezji shi, ale jego prawdziwe mistrzostwo widać w utworach typu fu, których był jednym z najważniejszych autorów w historii, i które tworzył w różnych stylach np. tzw. stylu „starożytnym” czy stylu sao. Charakterystyczne dla niego jest utrzymanie tempa narracji i unikanie popisywania się wirtuozerią słowa. Do najważniejszych należą Ai ni wen („Opłakiwanie utopionego”) czy Ma shichong wen, w których Liu łączył narrację, satyrę i namysł nad kwestiami społecznymi, w sposób rzadki w tym późnym dla tego gatunku okresie, a który winien charakteryzować doskonałe fu. Doskonałą kompozycją cechują się też wcześniejsze Jiushan fu („Góry-więzienie”), Minsheng fu („Lament nad życiem”) i Chengjiu fu („Potępiając moje błędy”), nawiązujące do jego wygnania.
Wspólnie ze współczesnym sobie pisarzem Han Yu nawoływał do odrzucenia skostniałego i ściśle sformalizowanego stylu pianwen oraz powrotu do bardziej przejrzystych i prostszych klasycznych wzorców literackich z czasów dynastii Han. Han Yu, Liu Zongyuan oraz (za następnej dynastii, Song), Ouyang Xiu i Su Shi są największymi mistrzami tego tzw. „stylu starożytnego”, guwen. Najsławniejszymi utworami Liu prozą jest zbiór „Ośmiu esejów z Yongzhou” (Yongzhou bazhi; Yongzhou było miejscem wygnania autora w Guangxi). Ze względu na temat – opisy krajobrazów i wycieczek – Liu uważany jest za prekursora niezmiernie w późniejszych latach popularnej w Chinach literatury podróżniczej, łączącej opisy odwiedzanych miejsc z osobistą refleksją autora. Aczkolwiek opisy wędrówek po pięknych miejscach są obecne we wcześniejsze literaturze chińskiej, jego nowatorstwo przejawiało się w silnej obecności autorskiego „ja” w krajobrazie; to „ja” wchodziło w interakcję z odwiedzanymi miejscami, czasem „realną” (gdy opiekowało się roślinami ulubionym zakątku), czasem czysto uczuciową, lub refleksyjną, gdy zastanawiało się nad powodem dla którego tak piękne zakątki istnieją w tak dzikim i obcym miejscu, gdy zachwycając się nieskażoną przyrodą, przypominała mu ona o jego wygnaniu. W innych esejach Liu można dostrzec inspirację filozofią Zhuangzi, gdy opisuje takie postacie jak garbaty ogrodnik czy żuk gnojowy. Tworzył też alegoryczne opisy zwierząt jak jelenie czy osły i wzruszające szkice biograficzne zwykłych, niezasłużonych osób.
Li Chi zhuan („Opowieść o ‘Czerwonym’ Li”) to z kolei jedna z ważniejszych tzw. „opowieści niesamowitych”, gatunku fikcji szczególnie popularnego w czasach tangowskich. Jest często uważana za przenośną krytykę Wang Shuwena, wpływowego polityka z początku IX w. i byłego patrona Liu Zongyuana. Młody uczony nazwiskiem Li dał się uwieść mieszkającemu w wygódce duchowi, uwierzył, że ta wygódka to rajskie miejsce i ostatecznie się w niej utopił. Liu w swoim komentarzu stwierdza, że nie ma się co dziwić losowi Li, patrząc jak inni dają się omamić władzy lub pieniądzom.